# 2003-as magyar fedett pályás atlétikai bajnokság
A 2003-as magyar fedett pályás atlétikai bajnokság a 30. bajnokság volt. A többpróba számait február 1–2-án tartották az Olimpiai Csarnokban.

## Eredmények

### Férfiak
| Versenyszám      | Arany                                                         | Arany    | Ezüst                                                              | Ezüst    | Bronz                         | Bronz    |
| ---------------- | ------------------------------------------------------------- | -------- | ------------------------------------------------------------------ | -------- | ----------------------------- | -------- |
| 60 m             | Dobos Gábor Bp. Honvéd                                        | 6,58     | Gyulai Miklós Soproni AC                                           | 6,76     | Farkas Attila Bp. Spartacus   | 6,79     |
| 200 m            | Pauer Géza Bp. Honvéd                                         | 21,62    | Ágoston Dániel Újpesti TE                                          | 21,85    | Szibilla László Gödöllői EAC  | 22,21    |
| 400 m            | Csesznegi Dávid Pécsi VSK                                     | 48,45    | Dávid Zoltán Nyíregyházi VSC                                       | 49,02    | Dezső Ákos Bp. Honvéd         | 49,21    |
| 800 m            | Molnár Kristóf Alba Regia AK                                  | 1:53,14  | Igaz Bálint BEAC                                                   | 1:53,89  | Takács Dávid VEDAC            | 1:55,08  |
| 1500 m           | Árpási Miklós Pécsi VSK                                       | 4:03,84  | Csaja Gábor KSI                                                    | 4:04,68  | Némedi Zoltán MAC-Népstadion  | 4:05,67  |
| 3000 m           | Csillag Balázs AC Szekszárd                                   | 8:19,28  | Zatykó Miklós Vasas                                                | 8:23,58  | Juhász András Hunyadi DSE     | 8:27,76  |
| 4 x 360 m        | Kristóf Ferenc Kiss Dávid Prosser Zsolt Dezső Ákos Bp. Honvéd | 2:58,96  | Árpási Miklós Csesznegi Dávid Kürtösi Zsolt Palkó László Pécsi VSK | 2:59,47  | VEDAC                         | 3:01,27  |
| 60 m gát         | Palágyi Gergely Zalaegerszegi AC                              | 7,80     | Kiss Dániel Ikarus BSE                                             | 7,85     | Csillag Levente Szolnoki MÁV  | 8,03     |
| 5000 m gyaloglás | Dudás Gyula Szegedi VSE                                       | 21:15,23 | Tóth János Nyíregyházi VSC                                         | 21:18,55 | Csont András Békéscsabai AC   | 21:20,52 |
| magasugrás       | Boros László Kecskeméti ARC                                   | 218 cm   | Makra Zoltán Testnevelési Főiskola AC                              | 205 cm   | Akácz Zoltán Tiszaújvárosi SC | 205 cm   |
| rúdugrás         | Váczi János Zalaegerszegi AC                                  | 520 cm   | Kovács Péter Bp. Honvéd                                            | 500 cm   | Váczi Márk KSI                | 480 cm   |
| távolugrás       | Lőrincz Imre Soproni AC                                       | 773 cm   | Margl Tamás Tatabányai SC                                          | 763 cm   | Babicz Pál Tatabányai SC      | 747 cm   |
| hármasugrás      | Tölgyesi Péter Dunakeszi VSE                                  | 16,09 m  | Voncsina Henrik Testnevelési Főiskola AC                           | 15,00 m  | Olasz Tamás Alba Regia AK     | 14,69 m  |
| súlylökés        | Bíber Zsolt BEAC                                              | 19,32 m  | Németh Zsolt Dobó SE                                               | 16,94 m  | Tóth Lajos Debreceni AK       | 16,50 m  |
| hétpróba         | Kürtösi Zsolt Pécsi VSK                                       | 5819     | Zsivoczky Attila Debreceni AK                                      | 5807     | Váczi Márk KSE Dunaújváros    | 5487     |

### Nők
| Versenyszám      | Arany                                                             | Arany    | Ezüst                              | Ezüst    | Bronz                           | Bronz    |
| ---------------- | ----------------------------------------------------------------- | -------- | ---------------------------------- | -------- | ------------------------------- | -------- |
| 60 m             | Szabó Enikő Szolnoki MÁV                                          | 7,42     | Listár Nikolett Alba Regia AK      | 7,59     | Varga Bianka Bp. Honvéd         | 7,84     |
| 200 m            | Listár Nikolett Alba Regia AK                                     | 24,10    | Szabó Enikő Szolnoki MÁV           | 24,27    | Varga Bianka Bp. Honvéd         | 25,34    |
| 400 m            | Kun Alice Békéscsabai AC                                          | 54,99    | Cziráky Kitty VEDAC                | 55,66    | Bori Annamária Bp. Honvéd       | 57,45    |
| 800 m            | Varga Judit Haladás VSE                                           | 2:03,66  | Cziráky Kitty VEDAC                | 2:08,77  | Mezei Zita Debreceni AK         | 2:09,32  |
| 1500 m           | Tóth Lívia VEDAC                                                  | 4:17,71  | Mezei Zita Debreceni AK            | 4:23,58  | Nagy Viktória MAC-Népstadion    | 4:43,42  |
| 3000 m           | Tóth Lívia VEDAC                                                  | 9:04,65  | Papp Krisztina Újpesti TE          | 9:39,68  | Kroneraff Ágnes Pécsi VSK       | 9:56,36  |
| 4 x 360 m        | Rózsa Zsófia Majzik Mária Szakács Enikő Bori Annamária Bp. Honvéd | 2:28,64  | VEDAC                              | 3:32,24  | Ikarus BSE                      | 3:34,99  |
| 60 m gát         | Vári Edit BEAC                                                    | 8,18     | Horváth Dóra Ikarus BSE            | 8,61     | Ajkler Zita Nyíregyházi VSC     | 8,62     |
| 3000 m gyaloglás | Ilyés Ildikó Alba Regia AK                                        | 13:46,42 | Gerendási Eszter BEAC              | 14:20,64 | Kernács Krisztina Bp. Honvéd    | 14:41,00 |
| magasugrás       | Győrffy Dóra BEAC                                                 | 194 cm   | Bódi Bernadett Ferencvárosi TC     | 192 cm   | Stáhl Ágota VEDAC               | 182 cm   |
| rúdugrás         | Molnár Krisztina Újpesti TE                                       | 440 cm   | Szabó Zsuzsa BEAC                  | 420 cm   | Vaszi Tünde Bp. Honvéd          | 410 cm   |
| távolugrás       | Vaszi Tünde Bp. Honvéd                                            | 658 cm   | Ajkler Zita Nyíregyházi VSC        | 616 cm   | Deák Katalin Ferencvárosi TC    | 611 cm   |
| hármasugrás      | Ajkler Zita Nyíregyházi VSC                                       | 12,90 m  | Szlovicsák Katalin Ferencvárosi TC | 12,27 m  | Rácz Réka Dunakeszi VSE         | 12,11 m  |
| súlylökés        | Kürti Éva Nyíregyházi VSC                                         | 16,21 m  | Balazsicz Eszter Zalaegerszegi AC  | 13,81 m  | Lukóczki Nárcisz Békéscsabai AC | 13,75 m  |
| ötpróba          | Skoumál Réka Kaposvári Marathon AC                                | 3794     | Farkas Györgyi Csikó DSE           | 3639     | Horváth Dóra Ikarus BSE         | 3507     |